# Систан і Белуджистан
29°29′32.64″ пн. ш. 60°52′0.84″ сх. д. / 29.4924000° пн. ш. 60.8669000° сх. д.
Систан і Белуджистан (перс. سیستان و بلوچستان, латиніз. Sistân o Balucestân) — одна з 30 провінцій (останів) Ірану, розташованій у південно-східній частині країни в прикордонному з Афганістаном і Пакистаном районі. Площа — 178 431 тис. км², населення — 2 млн 406 тисяч чоловік (2006). Велика частина населення белуджі. Після поділу Хорасана є найбільшим останом Ірану.
Столиця — місто Захедан, інші великі міста — Заболь (130 тис.), Іраншехр (100 тис.), Чахбехар (72 тис.), Сараван (60 тис.), Хаш (57 тис.), Конарак (30 тис.), Пішін (11 тис.), Бемпур (10 тис.).

## Економіка
Є однією з найменш розвинених провінцій Ірану. У зв'язку з цим уряд країни ініціював кілька програм з розвитку регіону, зокрема — з модернізації інфраструктури і будівництва там численних промислових підприємств.
Основні галузі економіки — сільське господарство (пшениця, ячмінь, фісташки, фініки, манго, банани, кавуни, цитрусові, кокоси, горіхи, оливки, ріпак, цибуля, алое), рибальство, транспорт, торгівля, харчова, шкіряна, керамічна, деревообробна промисловість, виробництво будматеріалів і упаковки, енергетика, будівництво, туризм, видобуток гіпсу та вапна.
У місті Захедан розташований завод автокомплектуючих «Зар». У місті Чахбехар розташовані важливий порт і Вільна торгово-індустріальна зона; серед найбільших підприємств — суднобудівний завод «Садра», цементні заводи «Симане Джануб» і «Симане Карбин», цукровий завод «Пархам», харчова фабрика «макіяж». У місті Конарак розташований найбільший в країні риболовецький порт.

## Туризм

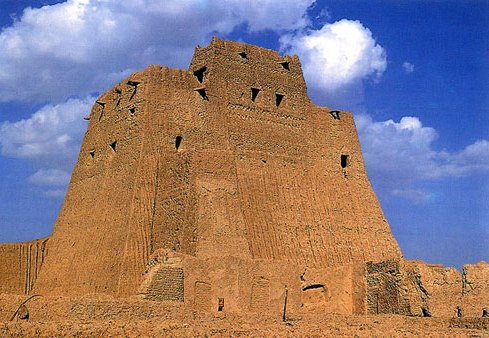

У місті Захедан розташовані П'ятнична мечеть, мечеть Маккі, медресе, сикхська Гурудвара, базар Расул. Біля міста Заболь розташовані руїни стародавнього поселення Шахрі-Сухте, група озер Хамун і священна гора Хваджа з гробницею Хваджа Алі Махді, руїнами фортеці Гага-Шахр і зороастрійського святилища епохи Аршакідов і Сасанідів. У місті Сараван розташована стародавня фортеця Гхалех-Саб. У місті Бемпур руїни стародавньої фортеці. У місті Фахрадж розташована фортеця Калах-Нассері. Також в провінції розташовані давні караван-сараї, вулкани Безман і Тефтан.